# Etiënne Reijnen
Etiënne Reijnen, né le 5 avril 1987 à Zwolle, est un footballeur néerlandais. Il évolue au poste de défenseur central au FC Groningue.

## Biographie
Il joue 16 matchs en Ligue Europa avec les clubs de l'AZ Alkmaar et du FC Groningue.

## Palmarès
- Vainqueur de la Coupe des Pays-Bas en 2013 avec l'AZ Alkmaar